# Jeżówka (gromada w powiecie sochaczewskim)
Jeżówka – dawna gromada, czyli najmniejsza jednostka podziału terytorialnego Polskiej Rzeczypospolitej Ludowej w latach 1954–1972.
Gromady, z gromadzkimi radami narodowymi (GRN) jako organami władzy najniższego stopnia na wsi, funkcjonowały od reformy reorganizującej administrację wiejską przeprowadzonej jesienią 1954 do momentu ich zniesienia z dniem 1 stycznia 1973, tym samym wypierając organizację gminną w latach 1954–1972.
Gromadę Jeżówka z siedzibą GRN w Jeżówce utworzono – jako jedną z 8759 gromad na obszarze Polski – w powiecie sochaczewskim w woj. warszawskim, na mocy uchwały nr VI/10/4/54 WRN w Warszawie z dnia 5 października 1954. W skład jednostki weszły obszary dotychczasowych gromad Białynin, Białynin Nowy, Jeżówka, Sielice i Wyczółki ze zniesionej gminy Kozłów Biskupi oraz obszar dotychczasowej gromady Roztropna ze zniesionej gminy Szymanów w tymże powiecie. Dla gromady ustalono 14 członków gromadzkiej rady narodowej.
31 grudnia 1959 do gromady Jeżówka przyłączono wieś Janówek Duranowski ze znoszonej gromady Malesin oraz wsie Andrzejów Duranowski i Duranów ze znoszonej gromady Czyste w tymże powiecie.
31 grudnia 1961 gromadę zniesiono, włączając jej obszar do gromad: Szymanów (wsie Jeżówka, Roztropna, Sielice i Wyczółki), Zakrzew (wsie Nowy Białynin i Stary Białynin) i Kożuszki (wsie Andrzejów Duranowski, Duranów i Janówek Duranowski) w tymże powiecie.